# Puttelange-lès-Thionville
 Puttelange-lès-Thionville  es una población y comuna francesa, en la región de Lorena, departamento de Mosela, en el distrito de Thionville-Est y cantón de Cattenom.

## Demografía
| 491 | 476 | 478 | 506 | 510 | 611 |
| Para los censos de 1962 a 1999 la población legal corresponde a la población sin duplicidades (Fuente: INSEE [Consultar]) |     |     |     |     |     |